# Kim Hill (cantante 1970)
Kimberly Allise Hill, nota come Kim Hill (Syracuse, 7 agosto 1970), è una musicista statunitense di genere soul, nota soprattutto per il suo lavoro con il gruppo hip hop Black Eyed Peas.

## Biografia
Hill è cresciuta a Camillus, New York, un piccolo sobborgo fuori Syracuse, New York. È stata cresciuta dalla madre single in un quartiere prevalentemente bianco.
Ha un fratello.
Quando Hill si trasferì a Los Angeles, trovò lavoro come comparsa in televisione per programmi come Living Single.
Si unì ai Black Eyed Peas dopo averli incontrati nel backstage di uno spettacolo del BMI nel 1995. Ha firmato anche con l'etichetta di will.i.am, la I Am Music (un marchio della Interscope Records). Hill ha potuto realizzare il suo sogno d'infanzia di esibirsi al programma televisivo Soul Train quando ai Black Eyed Peas è stato chiesto di esibirsi nel 1998. 
Partecipò all'incisione dei primi due album in studio, Behind the Front (1998) e Bridging the Gap (2000) venendo poi sostituita da Fergie, quest'ultima divenuta componente ufficiale del gruppo.
Hill aveva firmato un contratto da solista con la Interscope Records nel 1998 ma pubblicò il disco autonomamente nel 2005.
Dopo il periodo dei Black Eyed Peas Hill ha iniziato ad esibirsi come artista solista e occasionalmente recita in progetti indipendenti. Ha iniziato a fare la disc jockey nel 2008.
Hill ha finanziato tramite crowdfunding la sua linea di cosmetici, Next of Kim, nel novembre 2018.
Nel 2019 è stata protagonista di un documentario del New York Times intitolato Almost Famous: Kim I Am, nel quale ha raccontato i motivi della sua decisione di abbandonare i Black Eyed Peas e la sua reazione nell'assistere al loro successo internazionale raggiunto pochi anni dopo.

## Vita privata
Hill è divorziata e ha un figlio.

## Discografia

### Album
- 2005 - Suga Hill (autoprodotto)